# دانیله سیمونچلی
دانیله سیمونچلی (انگلیسی: Daniele Simoncelli؛ زادهٔ ۲۸ دسامبر ۱۹۸۹) بازیکن فوتبال اهل ایتالیا است.
از باشگاه‌هایی که در آن بازی کرده‌است می‌توان به البیا کالچو ۱۹۰۵ و باشگاه فوتبال برشا اشاره کرد.